# Sue Lloyd
Sue Lloyd (* 7. August 1939 als Susan Margery Jeaffreson Lloyd in Aldeburgh, Suffolk, England; † 20. Oktober 2011 in London) war eine britische Schauspielerin.

## Leben
Sue Lloyd nahm in ihrer Kindheit Ballettunterricht an der Sadler’s Wells Ballettschule. 1963 hatte sie ihr Schauspieldebüt in der Fernsehserie The Sentimental Agent, einer Produktion von ITV Entertainment. ITV setzte sie danach auch in weiteren Serien ein; so erhielt sie etwa 1966 in der Serie Der Baron die weibliche Hauptrolle neben Steve Forrest. Die Serie wurde zwar nach einer Staffel eingestellt, aber Lloyd erhielt weiterhin Gastrollen in ITV-Produktionen. Zudem hatte sie 1965 in dem Spionagefilm Ipcress – streng geheim nach dem gleichnamigen Roman von Len Deighton die weibliche Hauptrolle als „Jean Courtney“ an der Seite von Michael Caine. Eine Spielfilmkarriere sollte ihr jedoch verwehrt bleiben.
Größere Bekanntheit in ihrer Heimat erlangte sie durch ihre Rolle der „Barbara Hunter“ in der Seifenoper Crossroads, die sie zwischen 1975 und 1985 spielte. 1991 heiratete sie Ronald Allen, der in der Serie ihren Ehemann dargestellt hatte. Nur wenige Monate später starb er an Krebs.
Sue Lloyd war auch unter den Namen „Sue Lloyd Allen“ und „Susan Lloyd“ bekannt. Sie starb am 20. Oktober 2011 im Alter von 72 Jahren.

## Filmografie (Auswahl)
- 1964: Simon Templar (Fernsehserie, 1 Folge)
- 1965: Ipcress – streng geheim (The Ipcress File)
- 1965: Hysteria
- 1965: Mit Schirm, Charme und Melone (The Avengers, Fernsehserie, 1 Folge)
- 1966: Der Baron (The Baron, Fernsehserie, 23 Folgen)
- 1966: Ein Hauch von Riviera (That Riviers Touch)
- 1967: Die Bestie mit dem Skalpell (Corruption)
- 1968: Sturm auf die eiserne Küste (Attack on the Iron Coast)
- 1968: Insel des Todes (The Saint – Island of Change)
- 1969: Department S, Fernsehserie
- 1970: Randall & Hopkirk – Detektei mit Geist (Randall & Hopkirk (Deceased), Fernsehserie, 1 Folge)
- 1971: Die 2 (The Persuaders!, Fernsehserie, 1 Folge)
- 1972: Jason King (Fernsehserie, 1 Folge)
- 1972: Crazy Movie – Das große Lachen (Double Take)
- 1972: Ein Begräbnis 1. Klasse (That’s Your Funeral)
- 1972: Wer zuletzt lebt, lebt am besten (Innocent Bystanders)
- 1974: Andersons Rache (Cat and Mouse)
- 1975: Crossroads
- 1976: Die Füchse (The Sweeney, Fernsehserie, 1 Folge)
- 1977: Die Stute (The Stud)
- 1978: Inspector Clouseau – Der irre Flic mit dem heißen Blick (Revenge of the Pink Panther)
- 1978: Lady Diamond (The Bitch)
- 1987: Eat the Rich
- 1988: Jim Bergerac ermittelt (Bergerac, Fernsehserie, 1 Folge)